# Розовая пантера (фильм, 1963)
«Розовая пантера» (англ. The Pink Panther) — фильм в жанре криминальной комедии, снятый в 1963 году Блейком Эдвардсом. Он стал первым в серии фильмов об инспекторе Клузо, которого сыграл Питер Селлерс. Номинация на премию «Оскар» за прославившуюся на весь мир музыку Генри Манчини.

## Сюжет
Шах вымышленного ближневосточного государства Лугаша дарит своей единственной дочери, принцессе Дале (Клаудия Кардинале), самый большой алмаз в мире — «Розовую пантеру», названный так потому, что внутри алмаза есть вкрапление, напоминающее очертаниями этого зверя. Когда Дала вырастает, в Лугаше происходит революция, но принцесса успевает взять с собой алмаз, отправляясь в изгнание в Европу.
Принцесса проводит зиму на горнолыжном курорте Кортина-д'Ампеццо, привезя с собой и алмаз. Там же расположился и британский аристократ и плейбой сэр Чарльз Литтон (Дэвид Нивен), в действительности являющийся международным вором по кличке «Призрак» и специалистом по краже драгоценностей и намеревающийся украсть «Розовую пантеру». К нему приезжает американский племянник Джордж (Роберт Вагнер), который собирается самостоятельно похитить алмаз, обвинив в краже «Призрака», но не знает, что «Призрак» — его дядя.
Полагая, что «Призрак» планирует похитить алмаз, Сюрте командирует в Кортину инспектора Жака Клузо (Питер Селлерс), занимающегося этим делом. Дело осложняется тем, что жена Клузо, Симона (Капучине), является любовницей сэра Чарльза и помогает ему в устройстве ограблений, о чём инспектор, конечно же, не подозревает. Увидев Симону, в неё влюбляется и Джордж Литтон.
Сэр Чарльз старательно ухаживает за принцессой, готовясь к краже, в то время как Клузо попадет в комичные ситуации. На бале-маскараде, устроенном принцессой, объединившие усилия сэр Чарльз с племянником пытаются похитить алмаз, однако Клузо удаётся догнать и арестовать их. На самом деле алмаз был припрятан принцессой в другом месте и, чтобы не отдавать его народу своей страны, она использовала желание «Призрака» украсть «Розовую пантеру» для отвода глаз. Во время суда над сэром Чарльзом в карман к Клузо, готовящемуся давать показания, Симона подкидывает алмаз, переданный ей после неудавшейся кражи принцессой Далой, испытывающей к сэру Чарльзу тёплые чувства. После его обнаружения Клузо арестовывают вместо Литтонов, однако неожиданно для себя он становится национальным героем и кумиром миллионов.

## В ролях
- Дэвид Нивен — сэр Чарльз Литтон / «Призрак»
- Питер Селлерс — инспектор Жак Клузо
- Клаудия Кардинале (озвучка итальянской актрисы осуществлена Гейл Гарнетт) — принцесса Дала
- Капучине — Симона Клузо
- Роберт Вагнер — Джордж Литтон
- Бренда Де Бэнзи — Анджела Даннинг
- Колин Гордон — Такер
- Джон Ле Мезюрьер — адвокат
- Фрэн Джеффрис — «кузина» из Греции (исполнила песню Генри Манчини «Meglio Stasera» на итальянском языке)

## Создание
Первоначально главным героем фильма должен был стать сэр Чарльз Литтон, о дальнейших похождениях которого планировалось снять следующие фильмы, однако в процессе съёмок роль Клузо была расширена и, принеся в итоге наибольший успех фильму, заставила снять в продолжение фильмы о Клузо.
Изначально роль Клузо была предложена британскому актёру Питеру Устинову, а роль жены инспектора Аве Гарднер. Однако актриса отказалась от съёмок, так как продюсеры не смогли выполнить её «чрезмерных дополнительных требований», помимо прочего включавших личный персонал — шофера, секретаря, парикмахера, визажиста и гардеробщиков. Вскоре после ухода Гарднер из производства выбыл и Питер Устинов, заставив при этом кинематографистов искать нового «инспектора Жака Клузо».
Сэр Чарльз Литтон в дальнейшем появился также в фильмах «Возвращение Розовой пантеры», где его роль исполнил Кристофер Пламмер, «Месть Розовой пантеры» и «След Розовой пантеры», где был сыгран также Дэвидом Нивеном.
Фильм является единственным из серии, где не появляются комиссар Дрейфус, слуга Клузо Като и помощник Клузо Эркюль Лажой.